# División (empresas)

ViacomCBS Networks International es una división internacional de ViacomCBS, que supervisa la producción, difusión y promoción de las principales marcas de la compañía y sus variantes alrededor del mundo.

Una división es un negocio, a veces llamada sector o unidad de negocio empresarial, una de las partes en las que se divide un negocio, organización o empresa. Como unidad organizativa, es un elemento del plan de organización. Las divisiones son partes distintas de ese negocio. Si todas estas divisiones forman parte de la misma empresa, entonces esa empresa es legalmente responsable de todas las obligaciones y deudas de las divisiones. Sin embargo, en una organización grande, varias partes de la empresa pueden ser gestionadas por diferentes filiales, y una división empresarial puede incluir una o muchas filiales (o subsidiarias). Cada filial es una entidad jurídica independiente propiedad de la empresa principal o de otra filial en la jerarquía. 
A menudo una división opera bajo un nombre separado y es el equivalente a una corporación o sociedad de responsabilidad limitada que obtiene un nombre ficticio o un certificado de "hacer negocios como" y opera un negocio bajo ese nombre ficticio. Las empresas suelen crear unidades de negocio para operar en divisiones antes de la formación legal de las filiales.[cita requerida]

## Casos
Cada división dependiente es una entidad jurídica separada que pertenece al negocio principal o a otra dependiente de la jerarquía. A menudo una división opera bajo un nombre separado y es el equivalente a una corporación o compañía de responsabilidad limitada que obtiene un nombre ficticio o "nombre comercial" certificado y operar un negocio bajo ese nombre ficticio. Con frecuencia, las compañías establecen unidades de negocio para operar en divisiones antes de la formación legal de subsidiarias.
Por lo general, sólo una "entidad", por ejemplo, una sociedad anónima o una sociedad de responsabilidad limitada, etc., tendría una "división"; un individuo que opere de esta manera simplemente "operaría bajo un nombre ficticio".
Un ejemplo de esto sería ver Hewlett Packard (HP), la compañía de computadoras e impresoras. HP tiene varias divisiones, con la división de impresoras, que fabrica impresoras láser y de inyección de tinta, siendo la división más grande y rentable. Las divisiones de HP, como la división Printing & Multifunction, la división Handheld Devices (incluye la antigua calculadora), la división Servers (mini y mainframe), etc., utilizan la marca HP. Sin embargo, Compaq (una parte de HP desde 2002), opera como filial, utilizando su mismo nombre.[cita requerida]
Mack Trucks sigue funcionando por separado, pero es una filial al 100 % de AB Volvo. Volvo Trucks también vende camiones bajo el nombre de Volvo. Dentro de Mack, hay una división llamada Mack de Venezuela C.A. que hace el montaje final y vende camiones en Sudamérica.
Otro ejemplo menos obvio es que Google Video es una división de Google y forma parte de la misma entidad corporativa. Sin embargo, el servicio de vídeo de YouTube es una subsidiaria de Google porque sigue funcionando como YouTube, LLC, una entidad comercial independiente aunque es propiedad de Google.

## Beneficios
Las principales ventajas de división es que permite sacar el máximo provecho de las habilidades técnicas de los miembros de la empresa ya que los agrupa de acuerdo a su especialización, así como obtener economías de escala ya que utiliza los recursos de la empresa de forma integral.
La coordinación entre las posiciones individuales mejora. La creación de departamentos crea una jerarquía que alivia a las instancias (sede central) a medida que se reduce el lapso de la línea. Para los miembros de la división, la complejidad del entorno organizativo interno se reduce y la identificación con una tarea manejable es posible, lo que puede aumentar la motivación.